# Иван Јаковчић
Иван Јаковчић (Пореч, 15. новембар 1957) хрватски је политичар и привредник. Био је жупан Истарске жупаније од 2001. до 2013. године. Председник је Истарског демократског сабора (ИДС) од 1991. године.
Био је министар европских интеграција у Влади Ивице Рачана. За истарског жупана изабран је 2001, 2005. и 2009. године. За председника ИДС-а биран је шест пута што га чини политичаром који је најдуже био на челу странке у Хрватској од увођења вишестраначког система. У Скупштини европских регија обавља више различитих функција од 1994. године.

## Биографија
Основну и средњу школу завршио је у Поречу. Дипломирао је 1980. године на Факултету за спољну трговину Универзитета у Загребу. Након завршетка факултета почео је 1981. године на пословима који су били везани уз извоз и маркетинг у пазинској фирми „Пазинка“.

### Предузетничка каријера
Приватним предузетништвом почео се бавити у Аустрији 1987. године, да би након две године исто наставио у Хрватској. Уласком у политику угасио је ове активности.

#### Јуниперус
У јулу 2011. године у Грожњану основао је фирму "Јуниперус“. Фирма је регистрована за разне облике туристичких услуга, као и за трговину, посредовање у пословању некретнинама, изнајмљивање властитих некретнина, па и туристичке услуге у осталим облицима понуде. Фирма је купила село Свети Јурај (Општина Грожњан) где развија туристичку понуду.
Фирма заједно са хрватском компанијом „Јамница” производи безалкохолно пиће Ђинета.

### Политички ангажман у Хрватској
У политику озбиљније улази 1991. године када бива изабран за председника Истарског демократског сабора (ИДС), регионалне странке у Истарској жупанији. Од тада је непрекидно председник те странке.
На парламентарним изборима 1992. године по први пут је изабран у Хрватски сабор. У овом мандату био је члан Одбора за спољну политику, Одбора за унутрашњу политику и националну сигурност, Одбора за избор, именовања и административне послове и Извршног одбора Националне групе Хрватског сабора при Интерпарламентарној унији.
На локалним изборима 1993. године изабран је у Скупштину Истарске жупаније. У овом мандату био је председник Одбора за међужупанијске и међурегионалну сарадњу те одбора за односе с исељеништвом.
На парламентарним изборима 1995. године други пут је изабран за посланика у Сабору. У овом мандату био је члан Одбора за спољну политику, Одбора за унутрашњу политику и националну сигурност, Одбора за избор, именовања и административне послове и Одбора за међупарламентарну сарадњу.
На локалним изборима 1997. године поново је изабран у Скупштину Истарске жупаније.
На парламентарним изборима 2000. године по трећи пут је изабран за посланика у Сабору. Саборски мандат је ставио у мировање где га је заменио страначки колега Валтер Поропат. Након избора ИДС ушао у коалицију са Социјалдемократском партијом Хрватске, Хрватска народна странка и Хрватском социјално-либералном странком те још неколико странака. Јаковчић је тада ушао у хрватску владу СДП-овог премијера Ивице Рачана и нашао се на челу новооснованог Министарства европских интеграција. Међутим, на тој позицији није остао дуго јер је ИДС изашао из владе.
На локалним изборима 2001. године по трећи пут је изабран у Скупштину Истарске жупаније. Након оставке у Рачановој влади кандидирао се за истарског жупана. На изборима односи победу.
На парламентарним изборима 2003. године по четврти пут је изабран за посланика у Сабору. Поново је, у петом сазиву Сабора, мандат ставио у мировање где га је исто заменио Валтер Поропат.
На локалним изборима 2005. године је други пут изабран за истарског жупана.
На парламентарним изборима 2007. године по пети пут је изабран за посланика у Сабору. У шестом сазиву Сабора мандат је ставио у мировање где га је заменио страначки колега Марин Бркарић.
На локалним изборима 2009. године по први пут су се жупани бирали непосредним гласањем. Јаковчићеву кандидатуру за истарског жупана поред његове странке подржали су СДП и ХНС. Са 59,2% освојених гласова у другом кругу победио је независног кандидата Плинија Кукурина те по трећи пут изабран за жупана.
Године 2010. је склопио предизборни споразум ИДС-а са СДП-ом, ХНС-ом и Хрватском странком пензионера познат као Кукурику коалиција. Тај блок је на парламентарним изборима 2011. године освојио апсолутну већину у Сабору и формирао владу с СДП-овим премијером Зораном Милановићем. Јаковчић је по шести пут изабран за посланика у Сабор. У седмом сазиву Сабора мандат ставио у мировање где га је заменио страначки колега Ђовани Спонца.
На изборима за Европски парламент 2013. године у Хрватској Јаковчић је ишао са својом независном листом "Европа за све“. На локланим изборима 2013. године није се кандидовао за жупана.

### Политички ангажман у Европи
Чланом Скупштине европских регија постаје 1994. године. Наредне 1995. године постаје члан политичког бироа ове Скупштине, да би 1997. године изабран је за потпредседника Скупштине. Функцију председника Комисије 2 за обављао је од 1998. до 1999. године, а председника Комисије А за источно-западну сарадњу од 1999—2000. године. Заменика председника Скупштине био је од 2003 — 2007. у два мандата. За придруженог члана Президијума именован је 2006. године, да би две године касније (2008) имнован почасним чланом Президијума.
За привременог председника Јадранске еврорегије именован је 2005. године, да би у јуну 2006. године изабран за првог привременог председника. Председнички мандат у трајању од две године потврђен 21. септембра 2007. године у албанском Скадру.
Приликом оснивања Института регија Европе у јесен 2004. године, Јаковчић је дао снажну подршку иницијативи уз Др Франза Шаусбергера у оснивања те значајне организације. Истарска је жупанија, као један од оснивача Института, њена чланица од 2004. године те је Јаковчић члан саветодавног одбора.

## Приватно
Отац је троје деце. У браку је био с нотарком Мирјаном Хрватин с којом се развео. По сопственом признању, воли голф и сомелијерство.
Активно се, у говору и писму, служи италијанским, немачким, француским те енглеским језиком.

### Одликовања
- Председник Италије Ђорђо Наполитано додељује му 1. јуна 2006. године одликовање Велики официр првог реда приликом прославе 60. годишњице Републике Италије.[1]
- Председник Хрватске Стјепан Месић додељује му 9. фебруарa 2010. године одликовање Ред Анте Старчевића за допринос одржању и развоју хрватске државотворне идеје, успостављањем и изградњом суверене хрватске државе.[1][15]
- Председник Аустрије Хајнц Фишер додељује му 12. априла 2010. године високо одликовање Велики златни ред са Даницом за заслуге за Републику Аустрију првог реда.[1][16]

### Признања
- Председник Скупштине АП Војводине Шандор Егереши у октобру 2008. године уручује му Признање Аутономне Покрајине Војводине за толеранцију за 2008. годину[14]
- Савез кувара медитеранских и европских регија у априлу 2009. године додељује му почасну титулу Витез кулинарства.[14]